# Il lungo inverno
Il lungo inverno (en alemany Lange Wintertage) és una pel·lícula dramàtica de coproducció germano-italiana del 1985 escrita i dirigida per Ivo Barnabò Micheli. Fou projectada al 35è Festival Internacional de Cinema de Berlín de 1985. i a la secció oficial de la VI edició de la Mostra de València.

## Repartiment
- Luca Barbareschi:
- Giuseppe Cederna:
- Beate Jensen:
- Giulio Scarpati: